# InfraStar bike
InfraStar bike es un tipo de equipo de fitness desarrollado en la década de 1980 que integra la actividad física del ciclismo estacionario con los efectos terapéuticos de la terapia de calor por infrarrojos. InfraBike se utiliza para facilitar la pérdida de peso, la salud cardiovascular y la recuperación muscular.

## Descripción general
El infrastar bike está diseñado como una bicicleta de ejercicio con infrarrojos que permite pedalear mientras se está tumbado. Los primeros modelos se desarrollaron a finales de la década de 1980. La temperatura dentro del dispositivo se mantiene a 50° para suavizar los músculos, hacerlos más receptivos al ejercicio y también para eliminar toxinas. Esta bicicleta reclinada estimula la frecuencia cardíaca y, por lo tanto, fortalece todo el sistema cardiovascular. El InfraStar bike ayuda a quemar grasa y ganar masa muscular. Al mismo tiempo, los rayos infrarrojos se dispersan para mejorar la circulación, como la sensación de pesadez en las piernas o las venas varicosas.
El InfraStar Bike es particularmente popular en centros de fitness, clínicas de bienestar y entornos de fisioterapia.

### Tecnología
El InfraStar bike es una bicicleta de ejercicio con infrarrojos reclinada, que permite a los usuarios pedalear mientras están tumbados. La temperatura dentro del dispositivo se mantiene aproximadamente a 50 °C. Los rayos infrarrojos estimulan la circulación sanguínea, alivian la sensación de pesadez en las piernas y pueden proporcionar alivio para afecciones como las venas varicosas. El uso regular está asociado con un aumento en la quema de grasas y el desarrollo de masa muscular.